# Clarence "Frogman" Henry
Clarence Henry II (19 de marzo de 1937 - 7 de abril de 2024), conocido como Clarence " Frogman " Henry, fue un cantante y pianista estadounidense de rhythm and blues, más conocido por sus éxitos "Ain't Got No Home" y "(I Don't Know Why) But I Do".

## Biografía
Nació en Nueva Orleans, Luisiana, en 1937, mudándose al barrio de Algiers en 1948. Comenzó a aprender piano cuando era niño, siendo Fats Domino y Professor Longhair sus principales influencias. Cuando Henry tocaba en concursos de talentos, vestía como Longhair y usaba una peluca con trenzas en ambos lados. Se unió a Bobby Mitchell & the Toppers en 1952, tocando el piano y el trombón, y tras su graduación en 1955 entró a formar parte de la banda del saxofonista Eddie Smith.
Usó su graznido característico para improvisar la canción "Ain't Got No Home" una noche de 1955. El A&R de Chess Records, Paul Gayten, escuchó la canción e hizo que Henry la grabara en el estudio de Cosimo Matassa en septiembre de 1956. Inicialmente promovida por el DJ local Poppa Stoppa, la canción finalmente ascendió al número 3 en la lista nacional de R&B y al número 20 en la lista pop de Estados Unidos. Este graznido le valió a Henry su apodo de 'Frogman'.
Posteriormente se embarcó con su banda en una gira nacional hasta 1958 y continuó grabando. Una versión del éxito de Bobby Charles " (I Don't Know Why) But I Do ", y " You Always Hurt the One You Love ", ambos de 1961, fueron sus otros grandes éxitos.
Abrió dieciocho conciertos para The Beatles en los Estados Unidos y Canadá en 1964.

## Reconocimientos
La contribución pionera de Henry al género ha sido reconocida por el Salón de la Fama del Rockabilly. En abril de 2007, Henry fue honrado por sus contribuciones a la música de Luisiana con la incorporación al Salón de la Fama de la Música de Luisiana.

## Legado
La banda canadiense de rock, The Band grabó una versión de la canción "Ain't Got No Home" para su álbum de 1973 Moondog Matinee. También se usó en una escena de la película de culto The Lost Boys cantada por el actor Corey Haim.
En su álbum Live/Indian Summer de 1981, Al Stewart presentó su canción "Year of the Cat" con una extraña anécdota sobre un encuentro de identidad equivocada que involucra a Henry, Audrey Hepburn y G. Gordon Liddy con una máscara de Elvis Presley.
Rod Stewart usa el coro de "Ain't Got No Home" en su sencillo de 1984 "Some Guys Have All the Luck". Alcanzó una nueva notoriedad en la década de 1990 a través de su uso como tema musical "Homeless Update" en The Rush Limbaugh Show, y todavía se usa el 7 de diciembre de 2017.
Su éxito de 1961, " (I Don't Know Why) But I Do ", fue versionado por Bobby Vinton en 1972 en una versión pop. También se usó en un comercial de Expedia de 2019.

## Discografía

### Sencillos
| Año  | Sencillo                           | Posición    | Posición    | Posición    |
| Año  | Sencillo                           | EE. UU. Pop | EE. UU. R&B | Reino Unido |
| ---- | ---------------------------------- | ----------- | ----------- | ----------- |
| 1956 | "Ain't Got No Home"                | 20          | 3           | -           |
| 1957 | "Lonely Tramp"                     | -           | -           | -           |
| 1957 | "It Won't Be Long"                 | -           | -           | -           |
| 1958 | "I'm In Love"                      | -           | -           | -           |
| 1961 | "(I Don't Know Why) But I Do"      | 4           | 9           | 3           |
| 1961 | "You Always Hurt the One You Love" | 12          | 11          | 6           |
| 1961 | "Lonely Street"                    | 57          | 19          | 42          |
| 1961 | "On Bended Knees"                  | 64          | -           | -           |
| 1962 | "A Little Too Much"                | 77          | -           | -           |
| 1962 | "Dream Myself A Sweetheart"        | -           | -           | -           |
| 1962 | "The Jealous Kind"                 | -           | -           | -           |
| 1963 | "It Takes Two To Tango"            | -           | -           | -           |
| 1964 | "Looking Back"                     | -           | -           | -           |
| 1964 | "Have You Ever Been Lonely"        | -           | -           | -           |
| 1965 | "You Can't Hide A Tear"            | -           | -           | -           |
| 1965 | "Tore Up Over You"                 | -           | -           | -           |
| 1966 | "Ain't Got No Home"                | -           | -           | -           |
| 1966 | "Cajun Honey"                      | -           | -           | -           |
| 1967 | "Hummin' A Heartache"              | -           | -           | -           |
| 1968 | "That's When I Guessed"            | -           | -           | -           |
| 1983 | "That Old Piano"                   | -           | -           | -           |
| 1993 | "(I Don't Know Why) But I Do"      | -           | -           | 65          |